# Корейське агентство з контролю та профілактики захворювань
Корейське агентство з контролю та профілактики захворювань (кор. 질병관리청, ханча: 疾病管理廳), у минулому Корейські центри з контролю і профілактики захворювань (кор. 질병관리본부, ханча: 疾病管理本部) — це заклад, підпорядкований Міністерство охорони здоров'я та добробуту Південної Кореї, який відповідає за розвиток громадської охорони здоров'я шляхом запровадження профілактики, обстежень, карантину, виявлення та дослідження інфекційних захворювань, хронічних і рідкісних хвороб, та травм. Агентство було засноване в грудні 2003 року, і розташована в адміністративному комплексі технологій охорони здоров'я «Осон» у Чхонджу. Агентство очолює уповноважений на рівні заступника міністра.

## Історія
- 14 липня 1949 р.: при міністерстві охорони здоров'я створено Центр охорони здоров'я
- 1 січня 1960 року перейменовано в Центральний інститут охорони здоров'я
- 12 серпня 1960: перейменовано на Національний інститут охорони здоров'я
- 17 грудня 1963: об'єднано з Національними хімічними лабораторіями, Національною лабораторією трав'яної медицини та Національним інститутом підготовки громадської охорони здоров'я
- 1 лютого 1967: перейменовано на Національний інститут підготовки громадської охорони здоров'я
- Листопад 1981: перейменовано на Національний інститут здоров'я
- 23 грудня 1994 року: реорганізовано під керівництво міністерства охорони здоров'я та соціального забезпечення
- 18 грудня 2003 року: змінено на Корейські центри контролю та профілактики захворювань (KCDC)
- Грудень 2010: перемістило свою штаб-квартиру в «Осон»
- Квітень 2012: було засновано Національний центральний банк людських ресурсів під керівництвом Корейського національного інституту здоров'я, дочірнього закладу Корейських центрів з контролю і профілактики захворюваньC[8]
- 12 вересня 2020 р.: реорганізовано в розширене Корейське агентство з контролю та профілактики захворювань (KDCA) під керівництвом міністерства з більшою автономією та ресурсами[9]

Джерело:
Історія агентства збігається з великими спалахами інфекційних захворювань у Південній Кореї. Після спалаху SARS у 2003 році тодішній Національний інститут охорони здоров'я було реорганізовано подібно до американських Центрів з контролю та профілактики захворювань, з подібною назвою Корейські центри з контролю і профілактики захворювань. Після спалаху MERS у 2015 році керівника Корейських центрів з контролю і профілактики захворювань підвищили до рівня заступника міністра.
Враховуючи загальні вибори 2020 року, під час яких усі головні партії пообіцяли підвищити автономію Корейських центрів з контролю і профілактики захворювань шляхом підвищення його статусу до «адміністрації/агентства (кор. 청; ханча: 廳)», а також уроки, отримані зі спалаху COVID-19, ходили чутки, що в організації найближчим часом будуть зміни. У своєму спеціальному публічному зверненні з нагоди третього року перебування на посаді 10 травня 2020 року президент Мун Чже Ін оголосив, що він домагатиметься перегляду законодавства для підвищення статусу Корейських центрів з контролю і профілактики захворювань до рівня адміністрації.
12 вересня 2020 року Корейські центри з контролю і профілактики захворювань розширено до Корейського агентства з контролю та профілактики захворювань (KDCA) з більшою автономією та ресурсами, зокрема збільшенням штату на 42 % і Центром дослідження інфекційних захворювань Корейського національного інституту охорони здоров'я, який став дослідницьким інститутом Корейського національного інституту охорони здоров'я. Директор Корейських центрів з контролю і профілактики захворювань Чон Ин Кьон продовжила керувати організацією як її перший уповноважений.

## Організація
Джерело:

### Уповноважений Корейського агентства з контролю та профілактики захворювань
- Прес-секретар
- Екстрений оперативний центр (EOC)
- Генеральний директор з питань готовності до надзвичайних ситуацій охорони здоров'я
  - Директор з розвитку потенціалу реагування на надзвичайні ситуації
  - Директор з оцінки ризиків
  - Директор з аналізу епідеміологічних розслідувань
  - Директор з досліджень реагування на надзвичайні ситуації у сфері охорони здоров'я

Заступник уповноваженого агентства з контролю та профілактики захворювань
- Директор з аудиту та інспектування
- Генеральний директор з планування та координації
  - Директор з планування та фінансів
  - Директор з організаційно-правових питань
  - Директор з міжнародних справ
  - Директор з питань інформації та статистики
- Відділ загальних справ
- Бюро політики щодо інфекційних захворювань
  - Відділ координації політики щодо інфекційних захворювань
  - Відділ контролю за інфекційними хворобами
  - Відділ контролю за зоонозними та переносними хворобами
  - Відділ профілактики та боротьби з туберкульозом
  - Відділ профілактики та боротьби з ВІЛ/СНІДом
- Бюро готовності до надзвичайних ситуацій та реагування на інфекційні захворювання
  - Відділ реагування на надзвичайні ситуації
  - Відділ карантинної політики
  - Відділ управління медичними закладами реагування
  - Відділ управління медичними запасами
  - Відділ нових інфекційних захворювань
- Бюро контролю діагностики інфекційних захворювань
  - Відділ управління лабораторної діагностики
  - Відділ бактеріальних хвороб
  - Відділ вірусних хвороб
  - Відділ переносників і паразитарних хвороб
  - Відділ патогенів високого ризику
  - Відділ нових інфекційних захворювань
- Бюро безпеки охорони здоров'я та імунізації
  - Відділ імунізації
  - Відділ інфекційного контролю, пов'язаного з охороною здоров'я
  - Відділ контролю антимікробної резистентності
  - Відділ постачання вакцин
  - Відділ медичної радіації
  - Відділ оцінки та контролю біобезпеки
- Бюро профілактики та контролю хронічних захворювань
  - Відділ контролю за хронічними захворюваннями
  - Відділ профілактики хронічних захворювань
  - Відділ лікування рідкісних захворювань
  - Відділ дослідження та аналізу здоров'я та харчування
  - Генеральний директор з реагування на небезпеку для здоров'я
    - Відділ реагування на небезпеку для здоров'я
    - Відділ профілактики та боротьби з травмами
    - Відділ зміни клімату та охорони здоров'я

### Дочірні агентства
- Національний науково-дослідний інститут охорони здоров'я[16]/Корейський національний інститут охорони здоров'я[17] (кор. 국립보건연구원)
  - Національний науково-дослідний інститут інфекційних захворювань (кор. 국립감염병연구소)[18]
- Регіональні центри з контролю та профілактики захворювань (кор. 권역별 질병대응센터)
- Національна карантинна станція (кор. 국립검역소)
  - Карантинна станція в аеропорту Інчхон
  - Карантинна станція в Гунсані
  - Карантинна станція в Ульсані
  - Карантинна станція в Пусані
  - Карантинна станція в Мокпо
  - Карантинна станція в Кімхе
  - Карантинна станція в Інчхоні
  - Карантинна станція в Йосу
  - Карантинна станція в Пхохані
  - Карантинна станція в Масані
  - Карантинна станція в Тонгьон
  - Карантинна станція в Тонхе
  - Карантинна станція Чеджу
- Національна туберкульозна лікарня Мокпо
- Національна туберкульозна лікарня Масан

## Керівництво

### Директор Корейських центрів з контролю і профілактики захворювань
- Кім Мун Сік (2003—2004)
- О Те К'ю (2004—2007)
- Лі Чон Гу (2007—2011)
- Чон Пьон Юл (2011—2013)
- Ян Пьон Гук (2013—2016)
- Чон Гі Сок (2016—2017)
- Чон Ин Кьон (2017—2020)

### Уповноважений Корейського агентства з контролю та профілактики захворювань
- Чон Ин Кьон(2020—2022)
- Пхек Кьон Ран (2022–дотепер)